# Onthophagus shirakii
Onthophagus shirakii là một loài bọ cánh cứng trong họ Bọ hung (Scarabaeidae).